# اجدعبرین
اجدعبرین (به عربی: إجدعبرین) یک منطقهٔ مسکونی در لبنان است که در شهرستان کوره واقع شده‌است. اجدعبرین ۲٫۷۳ کیلومتر مربع مساحت دارد ۳۳۶ متر بالاتر از سطح دریا واقع شده‌است.